# がんばくん
がんばくんは、長崎がんばらんば国体のマスコットキャラクター。らんばちゃんは幼馴染。「スポーティーで子供に人気が出そう」として2019点の中から選ばれた。がんばくんの名称は国体の開催年までであったが、2015年1月29日にガンバ大阪との協議などを経て長崎広報隊長となった。島原市ではラッピングバスも運行された。一時期行方不明であったが壱岐市で見つかった。応援歌『はばたけがんばくん』が踊り付きで存在する。

## プロフィール
- 出身 - 長崎生まれ長崎育ち[3]
- 誕生日 - 10月12日[11][6]
- 役職 - がんばらんば隊 隊長[11]
- 好きな言葉 - がんばらんば[11][6]
- 性格 - 前向きで何でも諦めずにコツコツ努力するタイプ[11][6]
- 趣味 - がんばらんば体操[11][6]
- 好きな場所 - 長崎の山々と青い海[6][3]